# Pseudosquillidae
Famille
Les Pseudosquillidae sont une famille de stomatopodes (« crevettes-mantes »).

## Liste des genres
Selon Catalogue of Life (31 décembre 2024) :
- genre Pseudosquilla Dana, 1852 -- 1 espèce
- genre Pseudosquillisma Cappola & Manning, 1995 -- 4 espèces
- genre Raoulserenea Manning, 1995 -- 4 espèces

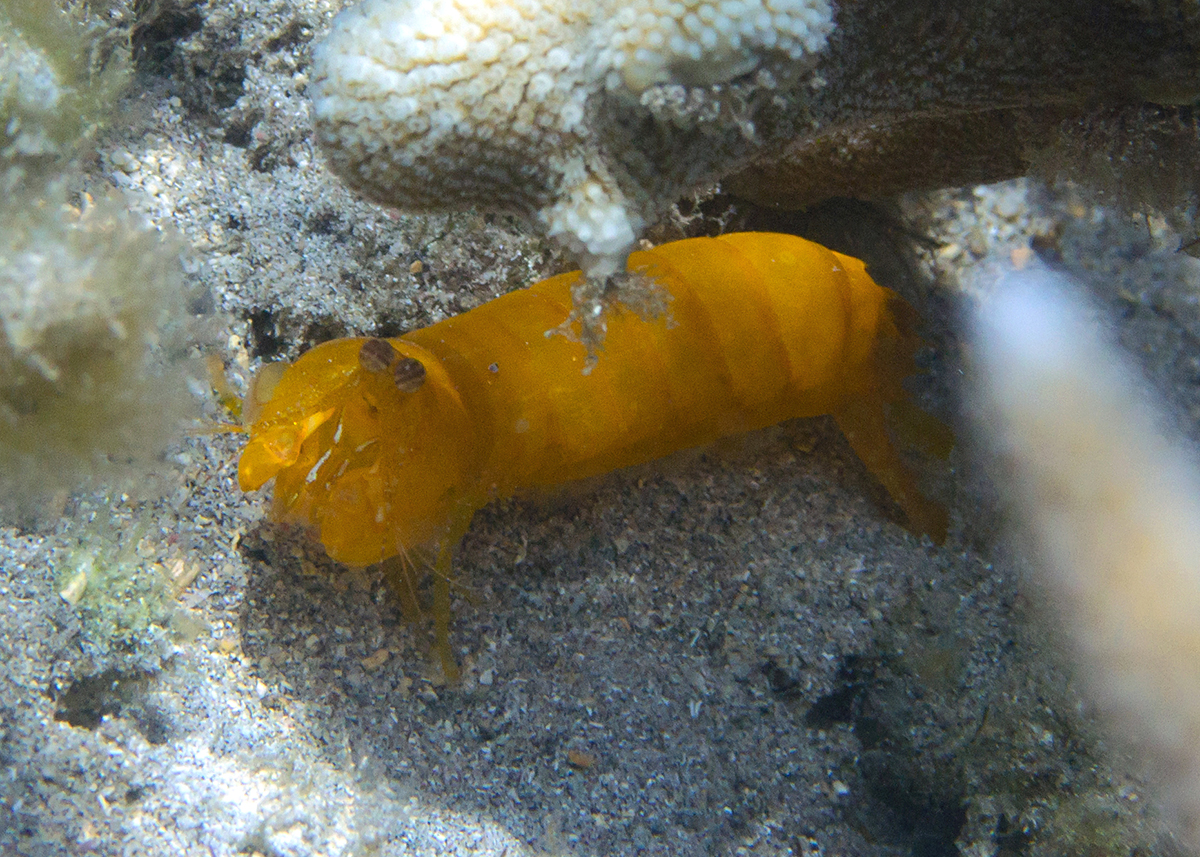
Pseudosquilla ciliata à la Réunion.